# Lampides comeda
Lampides comeda är en fjärilsart som beskrevs av Hans Fruhstorfer 1916. Lampides comeda ingår i släktet Lampides och familjen juvelvingar. Inga underarter finns listade i Catalogue of Life.